# Α-萘黄酮
α-萘黄酮（又称7,8-苯并黄酮）是一种人工合成的黄酮类衍生物，可以由2-萘酚和肉桂醛制备而成。
α-萘黄酮是一种强效的芳香化酶抑制剂，实验发现其能导致幼鸡的睾丸发育出现异常。